# Rugby Europe International Championships 2019/2020

Schemat rozgrywek

Rugby Europe International Championships 2019/2020 – czwarta edycja rozgrywek organizowanych przez Rugby Europe, w których triumfator sięga po tytuł mistrza Europy tej organizacji.

## Format rozgrywek
Struktura zawodów nie uległa zmianie w stosunku do poprzedniej edycji. Po zakończeniu rozgrywek najlepsza spośród sześciu drużyn najwyższego poziomu, Rugby Europe Championship, otrzymuje tytuł Mistrza Rugby Europe, zaś najsłabsza trafia do jednomeczowego barażu o utrzymanie, który rozgrywany jest na jego terenie.
Drugi poziom rozgrywek stanowi Rugby Europe Trophy („Trofeum Rugby Europe”), które także liczy sześć drużyn. Zwycięzca rywalizuje o awans z najsłabszą ekipą RE Championship, z kolei najsłabszy spada na niższy poziom.
Kolejny etap stanowi Rugby Europe Conference („Konferencja Rugby Europe”) – na tym poziomie rywalizuje 20 zespołów podzielonych na dwie dywizje (1 i 2), a wewnątrz nich na dwie grupy, północną i południową. Podział na grupy odbywa się każdorazowo przed startem rozgrywek z uwzględnieniem czynników geograficznych. Zwycięzcy każdej z grup Dywizji 1 RE Conference rozgrywają mecz barażowy o awans, którego gospodarzem jest zespół lepszy w łącznej tabeli. Najsłabszy zespół każdej z grup spada do odpowiedniej grupy w Dywizji 2, zaś ich miejsce w dywizji 1 zastępuje najlepszy zespół właściwej grupy z Dywizji 2.
Najsłabszy zespół w łącznej tabeli Dywizji 2 RE Conference spada na piąty, najniższy poziom rozgrywek, jakim jest Rugby Europe Development („Rozwój Rugby Europe”). Najlepsza spośród nich awansuje do RE Conference.
Na wszystkich etapach zawodów spotkania rozgrywane są jednorundowym systemem kołowym. W sumie reprezentacje w jednym sezonie rozgrywają – w zależności od szczebla – cztery lub pięć spotkań, spośród których dwa lub trzy u siebie, pozostałe zaś na wyjeździe. Wyjątkiem od reguły jest najniższy, piąty poziom. Na wszystkich piętrach kwestie zwycięstwa w rozgrywkach, awansów i spadków rozstrzygane są dorocznie.

## Wpływ pandemii COVID-19
Na skutek pandemii COVID-19 rozgrywki na poziomie Championship zostały częściowo przesunięte na późniejszy termin (ostatecznie jeden mecz nie doszedł do skutku); na poziomie Trophy ustalono nowe zasady przyznawania punktów w razie niestawiennictwa drużyn (nie odbyło się sześć meczów, spośród których część zweryfikowano jako walkowery). Rozgrywki na niższych poziomach odwołano. Ustalono brak awansów i spadków poza dwiema najwyższymi dywizjami (baraż Championship/Trophy).

## Rugby Europe Championship
|   | Drużyna    | Mecze | Wygrane | Remisy | Przegrane | Bilans punktów | Różnica | Punkty dodatkowe | Punkty |
| - | ---------- | ----- | ------- | ------ | --------- | -------------- | ------- | ---------------- | ------ |
| 1 | Gruzja     | 5     | 5       | 0      | 0         | 197:60         | +137    | 4                | 24     |
| 2 | Hiszpania  | 5     | 3       | 0      | 2         | 103:93         | +10     | 1                | 13     |
| 3 | Rumunia    | 5     | 2       | 0      | 3         | 101:102        | −1      | 2                | 10     |
| 4 | Portugalia | 5     | 2       | 0      | 3         | 98:111         | −13     | 1                | 9      |
| 5 | Rosja      | 5     | 2       | 0      | 3         | 82:128         | −46     | 0                | 8      |
| 6 | Belgia     | 5     | 1       | 0      | 4         | 84:171         | −87     | 3                | 7      |

|            | Belgia     | Gruzja | Hiszpania | Portugalia | Rosja | Rumunia |
| ---------- | ---------- | ------ | --------- | ---------- | ----- | ------- |
| Belgia     |            |        | 23:30     |            | 38:12 |         |
| Gruzja     | 78:6       |        |           |            | 16:7  | 41:13   |
| Hiszpania  |            | 10:23  |           | 25:11      |       |         |
| Portugalia | 23:17      | 24:39  |           |            |       | 22:11   |
| Rosja      |            |        | 12:31     | 19:18      |       | 32:25   |
| Rumunia    | 28:0 (wo.) |        | 24:7      |            |       |         |

## Rugby Europe Trophy
|   | Drużyna    | Mecze | Wygrane | Remisy | Przegrane | Bilans punktów | Różnica | Punkty dodatkowe | Punkty |
| - | ---------- | ----- | ------- | ------ | --------- | -------------- | ------- | ---------------- | ------ |
| 1 | Holandia   | 5     | 4       | 0      | 1         | 144:38         | +106    | 3                | 21     |
| 2 | Szwajcaria | 5     | 2       | 1      | 2         | 93:52          | +41     | 2                | 14     |
| 3 | Ukraina    | 5     | 2       | 1      | 2         | 60:74          | −14     | 2                | 14     |
| 4 | Niemcy     | 5     | 1       | 2      | 2         | 62:85          | −23     | 0                | 8      |
| 5 | Litwa      | 5     | 1       | 1      | 3         | 61:103         | −42     | 1                | 7      |
| 6 | Polska     | 5     | 1       | 0      | 4         | 44:112         | −68     | 1                | 5      |

|            | Holandia  | Litwa     | Polska     | Niemcy    | Szwajcaria | Ukraina    |
| ---------- | --------- | --------- | ---------- | --------- | ---------- | ---------- |
| Holandia   |           | 36:17     | 7:6        |           |            | 64:8       |
| Litwa      |           |           | 25:0 (wo.) |           | 9:40       |            |
| Polska     |           |           |            | 15:35     |            | 0:25 (wo.) |
| Niemcy     | 7:37      | 0:0 (wo.) |            |           | 20:33      |            |
| Szwajcaria | 0:0 (wo.) |           | 20:23      |           |            |            |
| Ukraina    |           | 27:10     |            | 0:0 (wo.) | 0:0 (wo.)  |            |

### Baraż o miejsce w RE Championship
| 29 maja 202114:00 CEST (UTC+02:00) | Belgia                                                      | 21:23(0:10) | Holandia                              | Complexe sportif du Pachy, Waterloo Sędzia: Andrea Piardi |
| 29 maja 202114:00 CEST (UTC+02:00) | Williams 6 (3pd), Jadot 5 (P), Torfs 5 (P), de Molder 5 (P) | 21:23(0:10) | Weersma 18 (P 2pd 3K), Wierenga 5 (P) | Complexe sportif du Pachy, Waterloo Sędzia: Andrea Piardi |
| 29 maja 202114:00 CEST (UTC+02:00) | Van Leeuwen                                                 | 21:23(0:10) |                                       | Complexe sportif du Pachy, Waterloo Sędzia: Andrea Piardi |

## Rugby Europe Conference

### Dywizja 1
Grupa północna
|   | Drużyna    | Mecze | Wygrane | Remisy | Przegrane | Bilans punktów | Różnica | Punkty dodatkowe | Punkty |
| - | ---------- | ----- | ------- | ------ | --------- | -------------- | ------- | ---------------- | ------ |
| 1 | Czechy     | 2     | 2       | 0      | 0         | 100:7          | +93     | 2                | 10     |
| 2 | Węgry      | 2     | 1       | 0      | 1         | 38:77          | −39     | 1                | 5      |
| 3 | Luksemburg | 2     | 1       | 0      | 1         | 20:36          | −16     | 0                | 4      |
| 4 | Szwecja    | 2     | 1       | 0      | 1         | 26:35          | −9      | 0                | 4      |
| 5 | Łotwa      | 2     | 0       | 0      | 2         | 35:64          | −29     | 1                | 1      |

|            | Czechy | Luksemburg | Łotwa | Szwecja | Węgry |
| ---------- | ------ | ---------- | ----- | ------- | ----- |
| Czechy     |        |            | —     |         | 64:0  |
| Luksemburg | 7:36   |            |       |         | —     |
| Łotwa      |        | —          |       | 22:26   |       |
| Szwecja    | —      | 0:13       |       |         |       |
| Węgry      |        |            | 38:13 | —       |       |

Grupa południowa
|   | Drużyna   | Mecze | Wygrane | Remisy | Przegrane | Bilans punktów | Różnica | Punkty dodatkowe | Punkty |
| - | --------- | ----- | ------- | ------ | --------- | -------------- | ------- | ---------------- | ------ |
| 1 | Chorwacja | 2     | 2       | 0      | 0         | 64:30          | +34     | 1                | 9      |
| 2 | Malta     | 2     | 1       | 0      | 1         | 58:32          | +26     | 2                | 6      |
| 3 | Cypr      | 2     | 1       | 0      | 1         | 38:41          | −3      | 1                | 5      |
| 4 | Słowenia  | 2     | 0       | 1      | 1         | 42:70          | −28     | 0                | 2      |
| 5 | Izrael    | 2     | 0       | 1      | 1         | 38:67          | −29     | 0                | 2      |

|           | Chorwacja | Cypr  | Izrael | Malta | Słowenia |
| --------- | --------- | ----- | ------ | ----- | -------- |
| Chorwacja |           |       | 39:10  | —     | —        |
| Cypr      | 20:25     |       |        |       | —        |
| Izrael    |           | —     |        |       |          |
| Malta     |           | 16:18 | —      |       |          |
| Słowenia  |           |       | 28:28  | 14:42 |          |

### Dywizja 2
Grupa północna
|   | Drużyna   | Mecze | Wygrane | Remisy | Przegrane | Bilans punktów | Różnica | Punkty dodatkowe | Punkty |
| - | --------- | ----- | ------- | ------ | --------- | -------------- | ------- | ---------------- | ------ |
| 1 | Dania     | 2     | 2       | 0      | 0         | 66:3           | +63     | 2                | 10     |
| 2 | Mołdawia  | 2     | 1       | 0      | 1         | 64:32          | +32     | 2                | 6      |
| 3 | Austria   | 2     | 1       | 0      | 1         | 50:58          | −8      | 1                | 5      |
| 4 | Finlandia | 2     | 1       | 0      | 1         | 20:37          | −17     | 0                | 4      |
| 5 | Norwegia  | 2     | 0       | 0      | 2         | 12:82          | −70     | 0                | 0      |

|           | Austria | Dania | Finlandia | Mołdawia | Norwegia |
| --------- | ------- | ----- | --------- | -------- | -------- |
| Austria   |         | —     |           |          | 38:9     |
| Dania     |         |       | 22:0      | —        |          |
| Finlandia |         |       |           | 20:15    |          |
| Mołdawia  | 49:12   |       |           |          | —        |
| Norwegia  |         | 3:44  | —         |          |          |

Grupa południowa
|   | Drużyna              | Mecze | Wygrane | Remisy | Przegrane | Bilans punktów | Różnica | Punkty dodatkowe | Punkty |
| - | -------------------- | ----- | ------- | ------ | --------- | -------------- | ------- | ---------------- | ------ |
| 1 | Bułgaria             | 2     | 2       | 0      | 0         | 122:10         | +112    | 2                | 10     |
| 2 | Turcja               | 2     | 1       | 0      | 1         | 51:42          | +9      | 1                | 5      |
| 3 | Andora               | 2     | 1       | 0      | 1         | 57:46          | +11     | 1                | 5      |
| 4 | Serbia               | 2     | 1       | 0      | 1         | 37:86          | −49     | 0                | 4      |
| 5 | Bośnia i Hercegowina | 2     | 0       | 0      | 2         | 13:96          | −83     | 0                | 0      |

|                      | Andora | Bośnia i Hercegowina | Bułgaria | Serbia | Turcja |
| -------------------- | ------ | -------------------- | -------- | ------ | ------ |
| Andora               |        | 45:10                | —        |        |        |
| Bośnia i Hercegowina |        |                      | 3:51     | —      |        |
| Bułgaria             |        |                      |          | 71:7   | —      |
| Serbia               | —      |                      |          |        | 30:15  |
| Turcja               | 36:12  | —                    |          |        |        |

## Rugby Europe Development
|            | Drużyna  | Mecze | Wygrane | Remisy | Przegrane | Bilans punktów | Różnica | Punkty dodatkowe | Punkty |
| ---------- | -------- | ----- | ------- | ------ | --------- | -------------- | ------- | ---------------- | ------ |
|            | Białoruś |       |         |        |           |                |         |                  |        |
| Czarnogóra |          |       |         |        |           |                |         |                  |        |
| Estonia    |          |       |         |        |           |                |         |                  |        |
| Słowacja   |          |       |         |        |           |                |         |                  |        |

|            | Białoruś | Czarnogóra | Estonia | Słowacja |
| ---------- | -------- | ---------- | ------- | -------- |
| Białoruś   |          |            |         | —        |
| Czarnogóra |          |            | —       |          |
| Estonia    | —        |            |         |          |
| Słowacja   |          | —          |         |          |